# Sandra (nome)
Sandra  è un nome proprio di persona italiano femminile.

## Varianti
- Femminili
  - Alterati: Sandrina
- Maschili: Sandro

### Varianti in altre lingue
- Ceco: Sandra
- Croato: Sandra[1]
- Danese: Sandra[1]
- Finlandese: Sandra[1]
- Francese: Sandra[1]
  - Alterati: Sandrine[1]
- Inglese: Sandra[1], Sondra[1], Zandra[2]
  - Alterati: Sandy[1]
- Lettone: Sandra[1]
- Lituano: Sandra[1]
- Macedone: Сандра (Sandra)[1]
- Norvegese: Sandra[1]
- Olandese: Sandra[1]
- Portoghese: Sandra[1]
- Rumeno: Sanda[1]
- Scozzese: Saundra[1]
- Serbo: Сандра (Sandra)[1]
- Sloveno: Sandra[1]
- Svedese: Sandra[1]
- Tedesco: Sandra[1]
- Ungherese: Szandra[1]

## Origine e diffusione
Analogamente al maschile Sandro, costituisce una forma abbreviata del nome Alessandra (in casi più rari, di Cassandra o Lisandra).
Nei paesi di lingua inglese la sua diffusione venne aiutata notevolmente dalla protagonista dei romanzi di George Meredith Emilia in Inghilterra (1864, poi ripubblicato nel 1887 col titolo Sandra Belloni); la variante inglese Sondra, che risulta da un adattamento di quella scozzese Saundra, venne invece resa nota grazie al romanzo di Theodore Dreiser Una tragedia americana (1925), e al film che ne fu tratto sei anni più tardi.

## Onomastico
L'onomastico si può festeggiare il 4 maggio in memoria della beata Sandra Sabattini, oppure lo stesso giorno di Alessandra.

## Persone
- Sandra, cantante tedesca

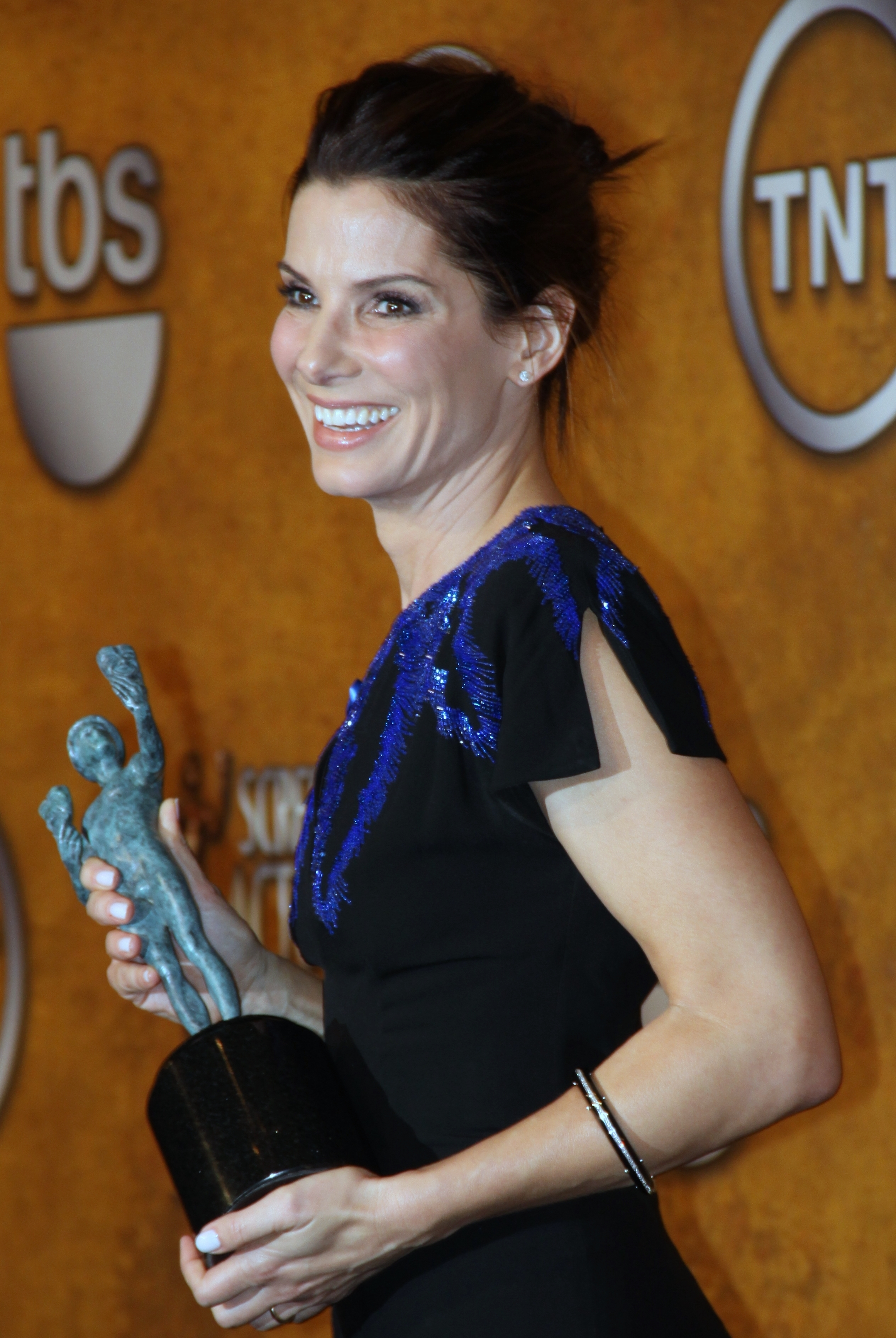
Sandra Bullock

- Sandra Annenberg, attrice e giornalista brasiliana
- Sandra Bullock, attrice, regista, doppiatrice, sceneggiatrice e produttrice cinematografica statunitense
- Sandra Ceccarelli, attrice italiana
- Sandra Cecchini, tennista italiana
- Sandra Dee, attrice e modella statunitense
- Sandra Dini, atleta italiana
- Sandra Gasparini, slittinista italiana
- Sandra Izbașa, ginnasta rumena
- Sandra Lombardi, poetessa, docente, pedagogista, scrittrice e filosofa italiana
- Sandra Kiriasis, bobbista tedesca
- Sandra Milo, attrice e conduttrice televisiva italiana
- Sandra Mondaini, attrice e conduttrice televisiva italiana
- Sandra Oh, attrice e doppiatrice canadese
- Sandra Perković, atleta croata

### Variante Sandrine

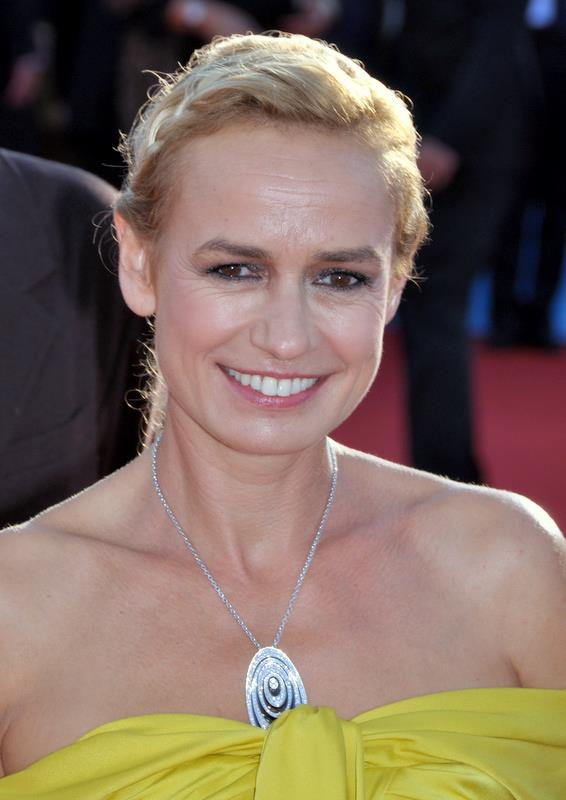
Sandrine Bonnaire

- Sandrine Aubert, sciatrice alpina francese
- Sandrine Bailly, biatleta francese
- Sandrine Bonnaire, attrice francese
- Sandrine Corman, modella belga
- Sandrine Dole, designer francese
- Sandrine Gruda, cestista francese
- Sandrine Holt, attrice e modella canadese
- Sandrine Kiberlain, cantante francese
- Sandrine Levet, arrampicatrice francese
- Sandrine Testud, tennista francese

### Altre varianti
- Sondra Currie, attrice e produttrice cinematografica statunitense
- Sondra Locke, attrice e regista statunitense
- Zandra Rhodes, stilista britannica

## Il nome nelle arti
- Sandra è un personaggio della serie Pokémon.
- Sandrine è un personaggio del film del 2008 Sandrine nella pioggia, diretto da Tonino Zangardi.
- Sandra Bennet è un personaggio della serie televisiva Heroes.
- Sandra Corleone è un personaggio del romanzo Il padrino di Mario Puzo e del film omonimo di Francis Ford Coppola.
- Sandra Kristoff è un personaggio dell'omonimo film del 2005, diretto da Vito Vinci.
- Sandra Ostermeyer è un personaggio della soap opera Tempesta d'amore.
- Sandra Torres è un personaggio del film del 1993 Un giorno di ordinaria follia, diretto da Joel Schumacher.
- Sandra Benes è un personaggio della serie televisiva di fantascienza degli anni '70 Spazio 1999.
- Sandra Pertinente è un personaggio del film del 2017 Omicidio all'italiana, diretto e interpretato da Maccio Capatonda.